# 100秒博士アカデミー
『100秒博士アカデミー』（ひゃくびょうはかせアカデミー、英称：100BYO HAKASE ACADEMY）は、TBS系列で2013年10月22日から2014年3月11日まで毎週火曜日の22:00 - 22:54（JST、以下略）に放送されていた教養バラエティ番組である。ステレオ放送、文字多重放送を実施していた。

## 概要
番組が「博士」と呼ぶ専門家が数名登場し、世間が驚くような情報を伝える。ダウンタウンは司会というよりコメンテーターの一員という立ち位置から、番組を進行していた。
博士の登場時には理論の概要を説明する「100秒解説」が設けられており、開始当初は博士が観客席で説明していたが、2013年12月からはVTRでの説明となっていた。また、同じく12月には、各ジャンルの最先端トピック3つを博士が紹介する企画「最新アカデミー」も開始していた。
2013年6月23日の14:00 - 15:24に『スパニチ!!』枠（関東ローカル）でパイロット版が放送された。同年9月10日をもって放送が終了したバラエティ番組『リンカーン』の後番組として、レギュラー放送開始となる。
しかし、開始当初から視聴率が低迷していたことや2014年4月の改編で『火曜ドラマ』枠が創設されることも相まって、放送開始から5か月後の同年3月をもって終了となった。同年4月からは水曜22時台に枠を移し、ダウンタウン出演の『水曜日のダウンタウン』が放送されている。

## 出演者

### 司会
- ダウンタウン[4]（浜田雅功・松本人志）

### 進行
- 吉田明世（当時TBSアナウンサー）

### ナレーター
- 平野義和
- 秀島史香

### 100秒博士（専門家）
| パイロット版 | 6月23日  | 柿木隆介（自然科学研究機構生理学研究所教授） 野口玉雄（東京医療保健大学大学院教授） 矢幡洋（臨床心理士） 入江慎也（カラテカ） 大崎茂芳（奈良県立医科大学名誉教授） 鈴木徹（東京海洋大学教授） 犬山紙子（負け美女研究家） 森田洋（北九州市立大学准教授） |
| 1            | 10月22日 | 八木康史（大阪大学産業科学研究所教授） 大毛宏喜（広島大学病院教授） 板羽忠徳（全国理容連合会名誉講師） 杉田昭栄（宇都宮大学農学部長） |
| 2            | 10月29日 | 巽好幸（神戸大学教授） 西村則康（家庭教師） 小林良夫（日本大学理工学部工学博士、日本工学鑑定センター鑑定人） 山下浩史（愛媛県農林水産研究所主任研究員）                                                                                                 |
| 3            | 11月5日  | 内藤加奈子（VMDコンサルタント） 佐藤克文（東京大学大気海洋研究所准教授） 西成活裕（東京大学大学院工学系研究科先端科学技術研究センター教授） |
| 4            | 11月12日 | 藤野良孝（朝日大学経営学部准教授） 丸山学（行政書士） |
| 5            | 11月26日 | 鈴木敏夫（スタジオジブリプロデューサー） 佐藤克文 |
| 6            | 12月3日  | 後藤聡（日本洞窟学会副会長） 塚本康浩（京都府立大学動物衛生学教授） 巽好幸 |
| 7            | 12月10日 | 森田豊（元埼玉県立がんセンター医長） 山口謠司（大東文化大学文学部准教授） 清水賢二（犯罪防止スペシャリスト） |

| 8  | 1月14日 | 田邊優貴子（早稲田大学高等研究所助教） 内藤加奈子 細田奈麻絵（独立行政法人物質・材料研究機構）           |
| 9  | 1月21日 | 山川純次（岡山大学理学部地球科学科助教） 栗林慧（昆虫カメラマン） 川口盛之助（テクノロジーアドバイザー） |
| 10 | 1月28日 | KiLa 長沼毅（広島大学准教授）                                                                            |
| 11 | 2月4日  | 森田豊 大久保公裕（日本医科大学耳鼻咽喉科教授）                                                          |
| 12 | 2月25日 | 高須克弥（高須クリニック院長） 富坂聰（ジャーナリスト） 川崎一平（東海大学海洋学部教授）                 |
| 13 | 3月4日  | 丸山学 北村晴男（弁護士）                                                                                |
| 14 | 3月11日 | 驚きの持論SP 金谷俊一郎（東進ハイスクール歴史講師、歴史コメンテーター）                                  |

## スタッフ

### 最終回時点
- ナレーター：平野義和、秀島史香
- 構成：高須光聖 / 小山賢太郎、田中伊知郎、一文無隼人、槙田英司、本松エリ、村上洋資、鹿谷忠弘、布広太一
- TM/TD：荒木健一
- CAM：中野真悟
- VE：高橋康弘
- 音声：相馬敦
- 照明：渋谷康治
- 音効：佐藤卓嗣、林正貴
- TK：伊藤佳加
- 美術P：山口智広
- デザイン：桝本瑠璃
- 美術制作：川崎光紘
- 装置：坂本進
- 電飾：田谷尚教
- 装置操作：牧ヶ谷純二
- アクリル装飾：青木剛
- 小道具：田村健治
- 宣伝：眞鍋武、奥住達也
- 編集：森岡佑次
- MA：中尾和博
- スタイリスト：高堂のりこ（松本人志担当）、北田あつ子（浜田雅功担当）
- メイク：office MAKISE（浜田雅功担当）、梅原恵理
- 編成：福田健太郎
- デスク：松崎由美
- 公開：松元裕二
- 技術協力：スカイ&ロード
- AP：新貝元章、菊池絢子、遠藤恵子、最上つばさ、池原洋平
- ディレクター：扇山篤司（バックアップメディア）、柳信也、絹山知康、高田脩／照井有、橋詰圭太、若菜久利、中根拓也、伊藤正鋭、町田有史、徳永雄治、鴇田一樹、小西憲太郎、田村裕之、菅野智
- テクニカルP：河村健一郎
- 制作進行：森俊平
- リサーチ：喜多あおい、神山敏博
- 制作P：宮本稔久・織田直也（よしもとクリエイティブ・エージェンシー）、今瀧陽介（バックアップメディア）
- 協力P：並木慶（バックアップメディア）
- ブレーン：柳岡秀一（ZORO）
- MP：渡辺英樹
- 演出：高橋智大
- プロデューサー：坂本義幸
- EP：安田淳
- 制作協力：吉本興業、BACK-UP MEDIA
- 製作著作：TBS

## ネット局と放送時間

### スタッフ
- 構成：高須光聖 / 小山賢太郎、村上洋資、鹿谷忠弘、山本有宇介、坂田景子
- ディレクター：扇山篤司（バックアップメディア）、柳信也、中根拓也
- アシスタントディレクター：須藤駿、滝澤俊介、丸山将人、片岡伸幸、間田和也、古川彩乃
- 制作P：宮本稔久・織田直也（よしもとクリエイティブ・エージェンシー）、今瀧陽介（バックアップメディア）
- 協力P：並木慶（バックアップメディア）
- 演出：高橋智大
- プロデューサー：坂本義幸
- EP：安田淳
- 制作協力：吉本興業、BACK-UP MEDIA
- 製作著作：TBS

| 放送対象地域  | 放送局                    | 系列           | 放送日時                           | 遅れ日数  |
| ------------- | ------------------------- | -------------- | ---------------------------------- | --------- |
| 関東広域圏    | TBSテレビ（TBS）          | TBS系列        | 2013年6月23日 14時00分 - 15時24分  | 制作局    |
| 北海道        | 北海道放送（HBC）         | TBS系列        | 2013年7月6日 14時05分 - 15時30分   | 13日遅れ  |
| 岡山県 香川県 | 山陽放送（RSK）           | TBS系列        | 2013年7月28日 14時30分 - 15時54分  | 35日遅れ  |
| 愛媛県        | あいテレビ（ITV）         | TBS系列        | 2013年8月3日 16時00分 - 17時24分   | 41日遅れ  |
| 鳥取県 島根県 | 山陰放送（BSS）           | TBS系列        | 2013年8月24日 14時00分 - 15時24分  | 62日遅れ  |
| 長崎県        | 長崎放送（NBC）           | TBS系列        | 2013年9月8日 0時58分 - 2時28分     | 77日遅れ  |
| 静岡県        | 静岡放送（SBS）           | TBS系列        | 2013年9月8日 15時30分 - 16時54分   | 77日遅れ  |
| 熊本県        | 熊本放送（RKK）           | TBS系列        | 2013年9月14日 14時25分 - 15時54分  | 83日遅れ  |
| 鹿児島県      | 南日本放送（MBC）         | TBS系列        | 2013年9月14日 15時00分 - 16時24分  | 83日遅れ  |
| 沖縄県        | 琉球放送（RBC）           | TBS系列        | 2013年9月28日 9時30分 - 10時55分   | 97日遅れ  |
| 宮城県        | 東北放送（TBC）           | TBS系列        | 2013年9月29日 14時00分 - 15時30分  | 98日遅れ  |
| 福島県        | テレビユー福島（TUF）     | TBS系列        | 2013年9月29日 14時00分 - 15時24分  | 98日遅れ  |
| 高知県        | テレビ高知（KUTV）        | TBS系列        | 2013年10月5日 15時30分 - 16時54分  | 104日遅れ |
| 石川県        | 北陸放送（MRO）           | TBS系列        | 2013年10月12日 14時00分 - 15時24分 | 111日遅れ |
| 山口県        | テレビ山口（tys）         | TBS系列        | 2013年10月12日 14時00分 - 15時25分 | 111日遅れ |
| 新潟県        | 新潟放送（BSN）           | TBS系列        | 2013年10月13日 15時30分 - 16時54分 | 112日遅れ |
| 秋田県        | 秋田放送（ABS）           | 日本テレビ系列 | 2013年10月19日 14時00分 - 15時25分 | 118日遅れ |
| 広島県        | 中国放送（RCC）           | TBS系列        | 2013年10月19日 14時00分 - 15時30分 | 118日遅れ |
| 中京広域圏    | 中部日本放送（CBC）       | TBS系列        | 2013年10月19日 15時00分 - 16時30分 | 118日遅れ |
| 福岡県        | RKB毎日放送（RKB）        | TBS系列        | 2013年10月19日 15時30分 - 17時00分 | 118日遅れ |
| 富山県        | チューリップテレビ（TUT） | TBS系列        | 2013年10月29日 0時08分 - 1時32分   | 128日遅れ |
| 山梨県        | テレビ山梨（UTY）         | TBS系列        | 2013年11月24日 14時00分 - 15時35分 | 147日遅れ |

### レギュラー版
| 放送対象地域  | 放送局                    | 系列    | 放送日時                 |
| ------------- | ------------------------- | ------- | ------------------------ |
| 関東広域圏    | TBSテレビ（TBS）          | TBS系列 | 火曜 22時00分 - 22時54分 |
| 北海道        | 北海道放送（HBC）         | TBS系列 | 火曜 22時00分 - 22時54分 |
| 青森県        | 青森テレビ（ATV）         | TBS系列 | 火曜 22時00分 - 22時54分 |
| 岩手県        | IBC岩手放送（IBC）        | TBS系列 | 火曜 22時00分 - 22時54分 |
| 宮城県        | 東北放送（TBC）           | TBS系列 | 火曜 22時00分 - 22時54分 |
| 山形県        | テレビユー山形（TUY）     | TBS系列 | 火曜 22時00分 - 22時54分 |
| 福島県        | テレビユー福島（TUF）     | TBS系列 | 火曜 22時00分 - 22時54分 |
| 山梨県        | テレビ山梨（UTY）         | TBS系列 | 火曜 22時00分 - 22時54分 |
| 新潟県        | 新潟放送（BSN）           | TBS系列 | 火曜 22時00分 - 22時54分 |
| 長野県        | 信越放送（SBC）           | TBS系列 | 火曜 22時00分 - 22時54分 |
| 静岡県        | 静岡放送（SBS）           | TBS系列 | 火曜 22時00分 - 22時54分 |
| 富山県        | チューリップテレビ（TUT） | TBS系列 | 火曜 22時00分 - 22時54分 |
| 石川県        | 北陸放送（MRO）           | TBS系列 | 火曜 22時00分 - 22時54分 |
| 中京広域圏    | 中部日本放送（CBC）       | TBS系列 | 火曜 22時00分 - 22時54分 |
| 近畿広域圏    | 毎日放送（MBS）           | TBS系列 | 火曜 22時00分 - 22時54分 |
| 鳥取県 島根県 | 山陰放送（BSS）           | TBS系列 | 火曜 22時00分 - 22時54分 |
| 岡山県 香川県 | 山陽放送（RSK）           | TBS系列 | 火曜 22時00分 - 22時54分 |
| 広島県        | 中国放送（RCC）           | TBS系列 | 火曜 22時00分 - 22時54分 |
| 山口県        | テレビ山口（tys）         | TBS系列 | 火曜 22時00分 - 22時54分 |
| 愛媛県        | あいテレビ（ITV）         | TBS系列 | 火曜 22時00分 - 22時54分 |
| 高知県        | テレビ高知（KUTV）        | TBS系列 | 火曜 22時00分 - 22時54分 |
| 福岡県        | RKB毎日放送（RKB）        | TBS系列 | 火曜 22時00分 - 22時54分 |
| 長崎県        | 長崎放送（NBC）           | TBS系列 | 火曜 22時00分 - 22時54分 |
| 熊本県        | 熊本放送（RKK）           | TBS系列 | 火曜 22時00分 - 22時54分 |
| 大分県        | 大分放送（OBS）           | TBS系列 | 火曜 22時00分 - 22時54分 |
| 宮崎県        | 宮崎放送（MRT）           | TBS系列 | 火曜 22時00分 - 22時54分 |
| 鹿児島県      | 南日本放送（MBC）         | TBS系列 | 火曜 22時00分 - 22時54分 |
| 沖縄県        | 琉球放送（RBC）           | TBS系列 | 火曜 22時00分 - 22時54分 |

- TBSテレビ・北海道放送・IBC岩手放送・テレビユー山形・テレビユー福島・新潟放送・北陸放送・長崎放送では2013年10月28日の23:58 - 翌0:28にナビ番組である『100秒博士アカデミーナビ』を放送。